# Drew Carey
Drew Allison Carey (Cleveland, 1958. május 23. – ) amerikai komikus, színész és műsorvezető. Szolgált az amerikai haditengerészetnél, majd nevet szerzett a stand-up comedy világában, de igazi hírnevet saját sitcom-jával a The Drew carey Showval és az általa vezetett Whose line is it anyway? amerikai verziójával szerzett;mindkét műsort az ABC sugározta.
Drew több filmben, sorozatban, videóklipben, sőt még egy számítógépes játékban is feltűnt.Ezenkívül nagy rajongója a sportoknak, régebben mint fotós dolgozott az amerikai futball csapatnak.
Carey egy önéletrajzi könyvet is kiadott Dirty Jokes and Beer címen, melyben életéről, televíziós karrierjéről ír.
Jelenleg a CBS The Price is Right játékműsorát vezeti.

## További információ
- Drew Carey a Facebookon
- Drew Carey a PORT.hu-n (magyarul)
- Drew Carey az Internetes Szinkronadatbázisban (magyarul)
- Drew Carey az Internet Movie Database-ben (angolul)
- Drew Carey a Rotten Tomatoeson (angolul)